# Kriya Yoga
Mit Kriya-Yoga (Sanskrit, m., क्रिया योग, kriyā yoga, von kri: handeln, und yoga: Vereinigung, Einheit, Disziplin) sind gezielte Handlungen gemeint, die durchgeführt werden, um geistige und körperliche Begrenzungen zu beseitigen und so den ursprünglichen Zustand eines Einheitsbewusstseins wieder herzustellen.
Im Westen ist der Begriff in Form von Energieerweckungs- und Energielenkungsübungen bekannt, wie sie unter anderem durch Paramahansa Yogananda bekannt gemacht wurden. Durch die Betonung innerlicher energetischer Prozesse und einer dementsprechend methodischen Herangehensweise wird der Kriya-Yoga von seinen Vertretern als „wissenschaftlich“ bezeichnet.

## Abgrenzung
Gemäß den grundlegenden menschlichen Fähigkeiten Fühlen, Wissen und Wollen haben sich die drei klassischen Yogas der Hingabe (Bhakti), der Erkenntnis (Jnana) und des selbstlosen Handelns (Karma) entwickelt. Allen diesen drei Fähigkeiten liegt Energie zugrunde. Das Hauptmerkmal des Kriya-Yoga besteht darin, dass direkt mit dieser Lebensenergie (Prana) gearbeitet wird.
Im Gegensatz zum Jnana-Yoga beruht Kriya nicht auf philosophischen Erkenntnisprozessen. Vom Yoga der Hingabe an Gott und vom auf das äußerliche Handeln ausgerichteten Karma-Yoga grenzt er sich dadurch ab, dass er auf eine rein innerliche, von Körper, Gedanken und Gefühlen unabhängige energetische Aktivität abzielt.
Vertreter des Kriya-Yoga sehen diesen als den ursprünglichsten Yoga-Weg an. Er soll bereits in den alten indischen Schriften als ein Yoga der Atemkontrolle und der Kanalisierung des Prana erwähnt worden sein, so dass die Schriften in diesem Sinne interpretiert werden. Im Yoga-Sutra von Patanjali wird nur Kriya-Yoga wörtlich erwähnt.
Hariharananda sieht darin einen integralen Yoga, der Körper, Intellekt und Seele gleichermaßen entwickelt, und die Essenz des körperbetonten Hatha-Yoga sowie des von Patanjali initiierten Yoga der Geisteskontrolle (Raja-Yoga) übernommen hat.

## Ursprung
Die Übertragungslinie des Kriya-Yoga lässt sich auf Lahiri Mahasaya zurückführen, der 1861 von dem Meister Mahavatar Babaji initiiert worden sein soll. Sein bekanntester Schüler war Yukteswar Giri, der wiederum Satyananda Giri und Paramahansa Yogananda in die Technik eingeweiht hat.
Im Westen bekannt geworden ist Kriya-Yoga durch die Vortragsreisen und Bücher von Yogananda, insbesondere durch sein Buch Autobiographie eines Yogi. Er gründete 1920 die Self-Realization-Fellowship (SRF), die nach seinem Tod seine Arbeit im Westen weiterführt.

## Charakteristik
Der bei Patanjali erwähnte Kriya-Yoga kann nach Georg Feuerstein in zwei Hauptarme unterteilt werden: die ständige Übungspraxis und das Loslassen, welche als die Grundlage einer jeden yogischen Disziplin angesehen werden können. Die Übung besteht in der Konzentration auf das eigene wirkliche Selbst, und Loslassen meint sich von den flüchtigen Geistesinhalten zu distanzieren. Laut dem Vers I.12 des Yoga-Sutra führen diese beiden Aspekte zur Ruhe des Geistes, was Patanjali in Vers I.2 als „Yoga“ definiert. Obwohl er verschiedene Yoga-Übungen erwähnt, gibt er keine Empfehlung für eine bestimmte Technik, da diese traditionell nur persönlich weitergegeben wurden.
Heute wird Kriya-Yoga in erster Linie als eine Übung zur Energieerweckung und -lenkung angesehen. Um die Lebensenergie im Menschen zu harmonisieren, zu konzentrieren und auf eine höhere Stufe zu heben, werden verschiedene Methoden angewendet.
In der indischen Psychologie wird der Mensch als aus fünf Körperhüllen (Koshas) bestehend angesehen. Jaggi Vasudev zufolge werden im Kriya-Yoga grundsätzlich bestimmte Körperstellungen, der Atem, Geisteshaltungen und Energieaktivierung benutzt, um die ersten drei physischen Körperhüllen in eine Linie zu bringen und um so Zugang zur nicht-physischen Lebensenergie zu bekommen.

### Bedeutung des Atems
Auf die Bedeutung des Atems und seiner Regulierung wird bereits in der Bhagavadgita und in den Yoga-Sutras hingewiesen:
„Pranayama ist Einatmung, Ausatmung oder Anhalten des Atems; es wird durch Ort, Zeit und Dauer reguliert und fortschreitend verlängert und verfeinert.“ (Patanjali: Yoga-Sutra, Vers II.50)
Die bewusste Atemregulierung wird als Pranayama bezeichnet und dient der Beruhigung der Gedanken und Gefühle und damit dem zur Ruhe bringen unterbewusster Impulse. Außerdem soll durch eine bestimmt Form der Atmung das Blut verstärkt mit Sauerstoff und Energie angereichert werden, um das Herz zu entlasten, die Sinne zu kontrollieren und die so aufgespeicherte Lebensenergie nutzbar machen zu können. Durch Pranayama könne auch ein vollständiger Stillstand der Atmung und des Herzschlags herbeigeführt werden.

### Bedeutung des Nervensystems
In der Beschreibung des Kriya-Yoga findet sich eine Verknüpfung von religiösen und körperlichen Aspekten. Nach Hariharananda soll das verlängerte Rückenmark der Sitz der Lebensenergie sein, und die Wahrnehmung Gottes soll im Kopf in der Hypophyse und der Fontanelle erfolgen.
Am meisten soll das menschliche Bewusstsein mit dem Nervensystem in Verbindung stehen, wodurch im Kriya-Yoga dem Gehirn und Rückenmark eine besondere Bedeutung beigemessen wird. Der Prana soll aus den Sinnesorganen und Muskeln abgezogen und in der Wirbelsäule konzentriert werden, die als Leiter für Energieströme fungiere. Indem der Prana durch den Rückenmarkskanal nach oben fließt, werde Lebensenergie in spirituelle Energie umgewandelt. Mögliche Erfahrungen dabei seien die Wahrnehmung göttlichen Lichts und des kosmischen Klangs Om. In Bezug auf solche Erfahrungen wird dem Punkt zwischen den Augenbrauen eine besondere Bedeutung beigemessen.

### Notwendigkeit eines Meisters
Durch die direkte Arbeit mit der allen Prozessen zugrundeliegenden Lebensenergie nehmen die Vertreter des Kriya-Yoga in Anspruch, dass er der schnellste Weg zur Gottesverwirklichung sei.
Die Möglichkeit zu schnellen Resultaten wird im Kriya-Yoga eng verbunden mit einem direkten Kontakt zu einem Meister und einer persönlichen Initiation und Unterweisung durch ihn. An den Schüler würden dabei erhebliche Anforderungen gestellt. Als größte Hindernisse für die Ausübung dieses Yoga werden Unbeständigkeit und Mangel an geistiger Disziplin genannt. Jaggi Vasudev bezeichnet die Anforderungen als so hoch, dass sie heute kaum von modernen Menschen ohne langanhaltende Vorbereitungen erfüllt werden könnten, und sieht den gewohnten Komfort und das Verlangen danach als großes Hindernis.
Aufgrund der Gefahr einer falschen Anwendung der Techniken und eines Missbrauchs persönlicher Fortschritte, wird Kriya-Yoga ausschließlich mündlich im Rahmen einer „Einweihung“ durch autorisierte Personen weitergegeben. Einzuweihende verpflichten sich vorweg dazu, auf eigenmächtige Weitergabe der Technik zu verzichten.

## Heutige Entwicklung
Eine Ausbildung ermöglicht die Organisation Self-Realization Fellowship, die sich in ihrer Vorgehensweise auf Yogananda und seine Übertragungslinie beruft.
Eine erneute Beachtung erfährt der Kriya-Yoga durch den indischen Mystiker Jaggi Vasudev, der die Notwendigkeit eines wissenschaftlichen und erfahrbaren spirituellen Prozesses für den modernen Menschen betont.

## Zitate
„Der Weise, der alle äußeren Objekte ausschließt, den Blick zwischen die Augenbrauen richtet, die durch die Nasenlöcher ziehenden Ein- und Aushauche gleichmacht, der Sinne, Geist und Verstand bezähmt hat, auf Erlösung bedacht ist und Begierde, Furcht und Zorn abgelegt hat, ist für immer befreit.“

„Ganz abgesehen vom Reiz des Neuen und von der Faszination des Halbverstandenen hat der Yoga aus guten Gründen viele Anhänger. Er gibt nicht nur den vielgesuchten Weg, sondern auch eine Philosophie von unerhörter Tiefe. Er gibt die Möglichkeit kontrollierbarer Erfahrung und befriedigt damit das wissenschaftliche Bedürfnis nach "Tatsachen", und überdies verspricht er vermöge seiner Weite und Tiefe, seines ehrwürdigen Alters und seiner alle Gebiete des Lebens umfassenden Lehre und Methodik ungeahnte Möglichkeiten.“